# Bäcksländor
Bäcksländor (Plecoptera) är en av de 30 aktiva insektsordningarna. Bäcksländornas utbredning omfattar huvudsakligen det norra halvklotet. I ett evolutionärt perspektiv är det en mycket gammal insektsordning. Av de totalt cirka 2.000 arterna finns knappt 40 i Skandinavien.
Bäcksländor lever i och nära rinnande vatten, där de ofta utgör viktig föda för olika fiskar. Puppstadium saknas. Nymferna (larverna) känns igen på de två långa antennerna och de två analspröten. Som fullbildade är de flesta ungefär en centimeter långa, ofta i oansenliga färger. De flesta arter har två par välutvecklade vingar, men är ändå i allmänhet rätt dåliga flygare. Plecoptera betyder hopvikta vingar, vilket syftar på vingarnas solfjäderformade sammanvikning då sländan är i vila.
I takt med ökande vattenföroreningar har utbredningen minskat betydligt bland många arter.

## Levnadssätt
Bäcksländor är en av de 16 insektsordningar som har en hemimetabol metamorfos, vilket bland annat innebär att de saknar puppstadium. Generationstiden är i regel ett år, medan några få arter har en två- eller treårig utveckling. Bäcksländornas flygperiod infaller, med något undantag, tidigt på året, ibland innan snön smält bort. Såväl ägg som nymfer lever i rinnande vatten.

### Äggläggning
En hona kan lägga flera hundra ägg, vanligen i omgångar. Äggläggningen sker på lite olika sätt, beroende på art. Hos arter vars honor saknar flygförmåga läggs äggen vanligen i vattenbrynet så att vågorna kan föra ner äggen i vattnet. Andra arter som kan springa på vattenytan lägger äggen direkt i vattnet. Inom underordningen Arctoperlaria brukar honan flyga strax över vattenytan och då och då doppa bakkroppsspetsen i vattnet när hon lägger äggen. För att det rinnande vattnet inte skall föra bort äggen till lugnare vatten är de försedda med en liten ankarplatta, eller så är äggcellen omgiven av ett klibbigt hölje som fäster vid bottnen.

### Nymferna
De nykläckta nymferna är vanligen något tillplattade. De har bitande mundelar och antennerna har många leder. Arctoperlaria-nymferna lever av alger och multnande växt- och djurdelar. De korta överkäkarna har små grupper av tänder och en bred tuggyta. Antarctoperlaria-nymferna däremot är rovdjur och har långsträckta, kraftiga käkar med skarpa tänder.
Antalet nymfstadier kan, bland de i Sverige förekommande arterna, uppgå till hela 33 stycken, men ligger i allmänhet på något tiotal. De små arterna saknar gälar och andas vanligen direkt genom huden medan många andra arter har enkla trådformiga gälar som underlättar andningen. Vinganlagen liknar små säckar. Från bakkroppsspetsen har nymferna två spröt, som i allmänhet är längre än hos den fullbildade sländan. 
Nymfens tillväxttakt är starkt beroende av rådande vattentemperatur, vilket för en del arter kan avgöra om utvecklingsperioden blir ett- eller tvåårig.
Tillväxtperioden sker, till skillnad från andra insekter, huvudsakligen under vinterhalvåret, vilket förklarar den tidiga flygperioden. Ett svenskt undantag är dock Leuctra fusca (vanlig i sydsvenska bäckar) som främst tillväxer under sommarhalvåret och flyger under sensommar eller höst.
För fiskar som lever i rinnande vatten utgör bäcksländenymfer, liksom andra sländordningars larver, en betydelsefull näringskälla; 20 – 50 % av födan för lax, laxöring och röding. Vid fiske av t.ex. sik kan nymfer med fördel användas som bete.
Nymfens förvandling till imago sker hos de allra flesta arter tidigt på våren, ofta vid strandkanten under morgnar eller kvällar.

### De fullbildade sländorna
Längden uppgår oftast till någon centimeter, medan en del arter bara blir några millimeter. Sveriges största, Dinocras cephalotes, når tre centimeter. De flesta bäcksländor är färgade i gråbrunt eller brunsvart, men några är intensiva i grönt eller gult. Antennerna är tråd- eller pärlbandsformade, fasettögonen stora. Kroppen är mjuk och huden tunn. Bakvingarna är bredare och kortare än framvingarna. I vila läggs vingarna platt över bakkroppen eller böjs runt den. Vingarnas ribbnät hos vissa arter är egendomligt nog olika i vänster- resp högervinge. Hanen är hos vissa arter kortvingad medan honan har normala, fungerande flygvingar. 
Bäcksländor uppehåller sig mest nära vattnet bland stenar och vegetation. De besitter i allmänhet ingen större flygskicklighet. Imagostadiets längd varierar från några få dagar hos underordningen Antarctoperlaria till flera veckor inom underordningen Arctoperlaria, vars arter med sina välutvecklade käkar äter alger och lavar. Antarctoperlaria intar inte någon fast föda utan dricker bara vatten.
Även parningen sker vanligtvis i anslutning till vattnet. Före parningen kommunicerar hanar och honor hos en del arter genom att trumma med bakkroppsspetsen mot en gren, ett torrt löv eller något annat i en för varje art bestämd frekvens och rytm, vilket får oparade honor att öka sitt intresse för en parning.

## Biotop
Bäcksländor behöver rena, opåverkade vattendrag, vilket fått till följd att många arters utbredning minskat kraftigt i takt med att många vattendrag fått ta emot föroreningar. Nymfernas tillväxt missgynnas av såväl minskade syrgashalter i vattnet som högre vattentemperatur. Många arter är starkt anpassade till specifika förhållanden i sin miljö.

## Familjer
Den systematiska indelning av följande familjer i underordningar är inte ännu klarlagd.
- blekbäcksländor (Chloroperlidae)
- jättebäcksländor (Perlidae)
- kryssbäcksländor (Nemouridae)
- rovbäcksländor (Perlodidae)
- smalbäcksländor (Leuctridae)
- småbäcksländor (Capniidae)
- vingbandbäcksländor (Taeniopterygidae)